# Syndroma lignyodes
Syndroma lignyodes är en fjärilsart som beskrevs av Edward Meyrick 1914. Syndroma lignyodes ingår i släktet Syndroma och familjen plattmalar. Inga underarter finns listade i Catalogue of Life.